# Greenomyia
Greenomyia is een muggengeslacht uit de familie van de paddenstoelmuggen (Mycetophilidae).

## Soorten
- G. baikalica Zaitzev, 1994
- G. borealis (Winnertz, 1863)
- G. cephala (Garrett, 1925)
- G. joculator (Laffoon, 1965)
- G. lucida (Becker, 1908)
- G. theresae Matile, 2002